# Vnitřní Mongolsko
Autonomní oblast Vnitřní Mongolsko (mongolsky , Өвөр Монголын Өөртөө Засах Орон, Övör Mongolyn Öörtöö Zasach Oron, čínsky 内蒙古自治区 pchin-jin Nèi Mongol Zìzhìqū, Nèi Měnggǔ Zìzhìqū, český přepis Nej-meng-ku c'-č'-čchü) je autonomní oblast na úrovni provincie na severu Čínské lidové republiky.
Byť je Vnitřní Mongolsko stejně jako Tibet autonomní oblast, oficiálním jazykem je zde vedle čínštiny mongolšina a mongolská menšina zde dosahuje až 20 %, snahy o odtrhnutí či připojení k Mongolsku jsou zde minimální.

## Název
V čínštině, ruštině, angličtině i dalších jazycích je území známé jako „Vnitřní Mongolsko“, kdy název vnitřní/vnější je odvozen z mandžuského dorgi/tulergi. Název Vnitřní Mongolsko vznikl z popudu vlády Čínské republiky[zdroj?] k odlišení od Vnějšího Mongolska, které dnes tvoří samostatný stát Mongolsko a republiku Tuva v dnešním Rusku.
V mongolštině je region známý jako öbür mongγol, kde öbör/öbür znamená „jižní“. Proto se můžeme v literatuře setkat i s názvem Jižní Mongolsko.

## Geografie
Vnitřní Mongolsko sousedí od východu na západ s provinciemi Chej-lung-ťiang, Ťi-lin, Liao-ning, Che-pej, Šan-si, Šen-si, autonomní oblastí Ning-sia a provincií Kan-su. Dále má oblast na severovýchodě společnou hranici s Čitskou oblastí Ruska a šesti ajmagy státu Mongolsko (od východu na západ Východní, Süchbátarský, Východogobijský, Jihogobijský, Bajanchongorský a Gobialtajský).

### Administrativní členění
| český přepis / český pchin-jin | čínsky Pchin-jin           | mongolský název přepis mongolštiny | obyvatelstvo (2010) |
| ------------------------------ | -------------------------- | ---------------------------------- | ------------------- |
| Městské prefektury             |                            |                                    |                     |
| Bajannur                       | 巴彦淖尔市 Bāyànnào'ěr Shì | (bayannaɣur qota)                  | 1 669 915           |
| Wu-chaj                        | 乌海市 Wūhǎi Shì           | (üqai qota)                        | 532 902             |
| Ordos                          | 鄂尔多斯市 È'ěrduōsī Shì   | (ordus qota)                       | 1 940 653           |
| Pao-tchou                      | 包头市 Bāotóu Shì          | (buɣutu qota)                      | 2 650 364           |
| Chöch chot                     | 呼和浩特市 Hūhéhàotè Shì   | (kökeqota)                         | 2 866 615           |
| Wu-lan-čcha-pu                 | 乌兰察布市 Wūlánchábù Shì  | (ulaɣančab qota)                   | 2 143 590           |
| Čch’-feng                      | 赤峰市 Chìfēng Shì         | (ulaɣanqada qota)                  | 4 341 245           |
| Tchung-liao                    | 通辽市 Tōngliáo Shì        | (töngliyao qota)                   | 3 139 153           |
| Hulunbuir                      | 呼伦贝尔市 Hūlúnbèi'ěr Shì | (kölün-buyir qota)                 | 2 549 278           |
| Ajmagy                         |                            |                                    |                     |
| Alšá                           | 阿拉善盟 Ālāshàn Méng      | (alašan ayimaɣ)                    | 231 334             |
| Šilijn gol                     | 锡林郭勒盟 Xīlínguōlè Méng | (sili-yin ɣoul ayimaɣ)             | 1 028 022           |
| Chjangan                       | 兴安盟 Xīng'ān Méng        | (hingɣan ayimaɣ)                   | 1 613 250           |

Několik ajmagů se v průběhu posledních desetiletí reorganizovalo v městské prefektury.

## Historie
Po celou dobu existence byla centrální a západní část Vnitřního Mongolska pod nadvládou buď Číňanů, kteří se zde chtěli věnovat převážně zemědělství, nebo mongolských nájezdníků, kteří pronikali do oblasti ze severu. Východní část Vnitřního Mongolska byla pod silným vlivem Mandžuska, což ji ochránilo před nepřetržitými boji mezi Mongoly a Číňany.
V období Válčících států se chopil moci král Wu Ling (340–295 př. n. l.) a začal s expanzivní politikou na území Vnitřního Mongolska. Wu Lingova armáda porazila místní mongolské kmeny a na jeho příkaz začali trestanci a zajatci budovat obranné zdi proti nájezdům mongolských nájezdníků ze severu. Následně ji císař Čchin Š'-chuang-ti, zakladatel dynastie Čchin propojil s ostatními už stojícími zdmi a vytvořil tak dnes známou Velkou čínskou zeď. Další historie oblasti se vyznačuje neustálými střety mezi mongolskými nájezdníky a armádou jednotlivých čínských dynastií, kdy úspěchů dosahovaly střídavě obě strany.

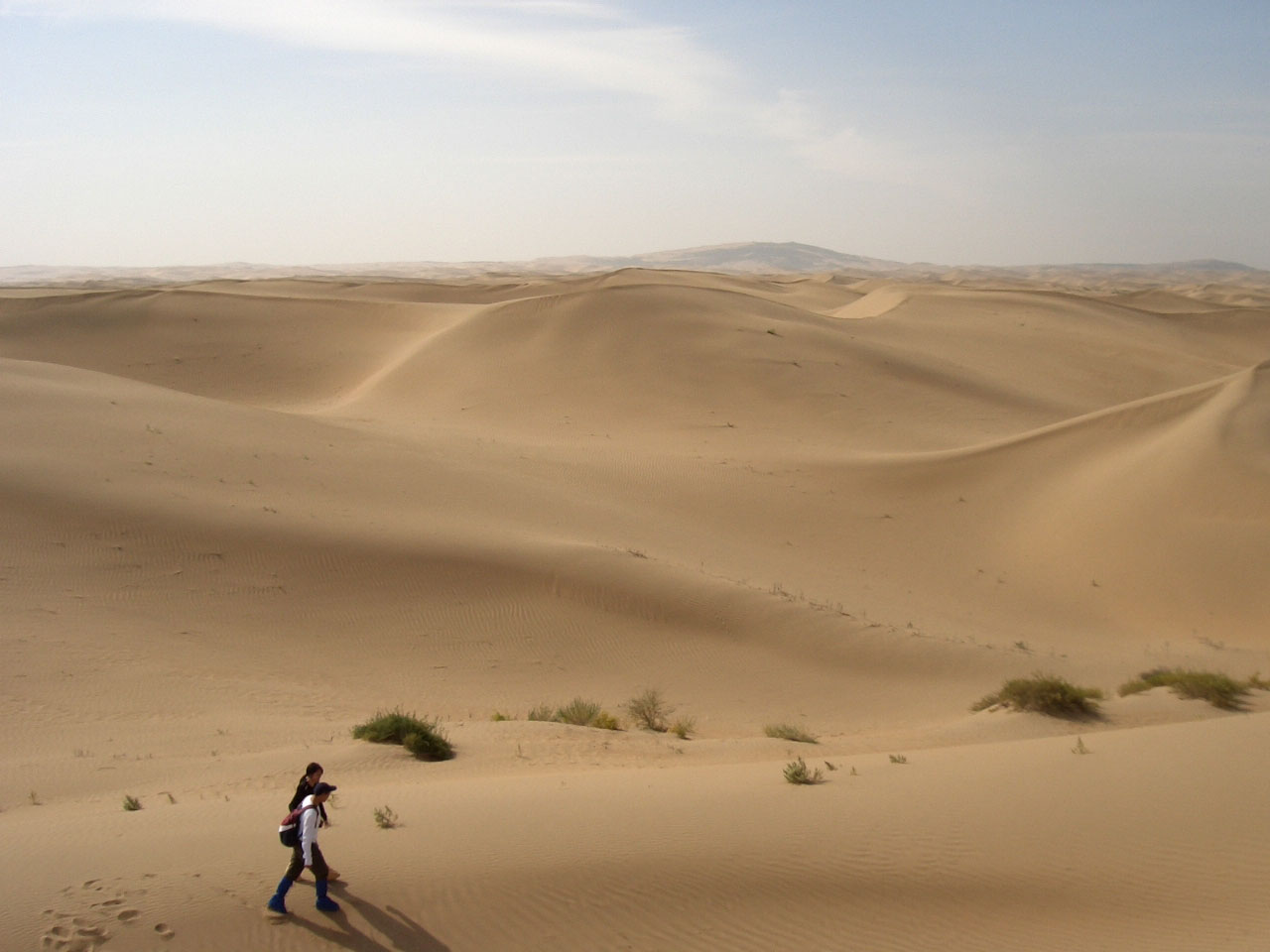
Poušť ve Vnitřním Mongolsku

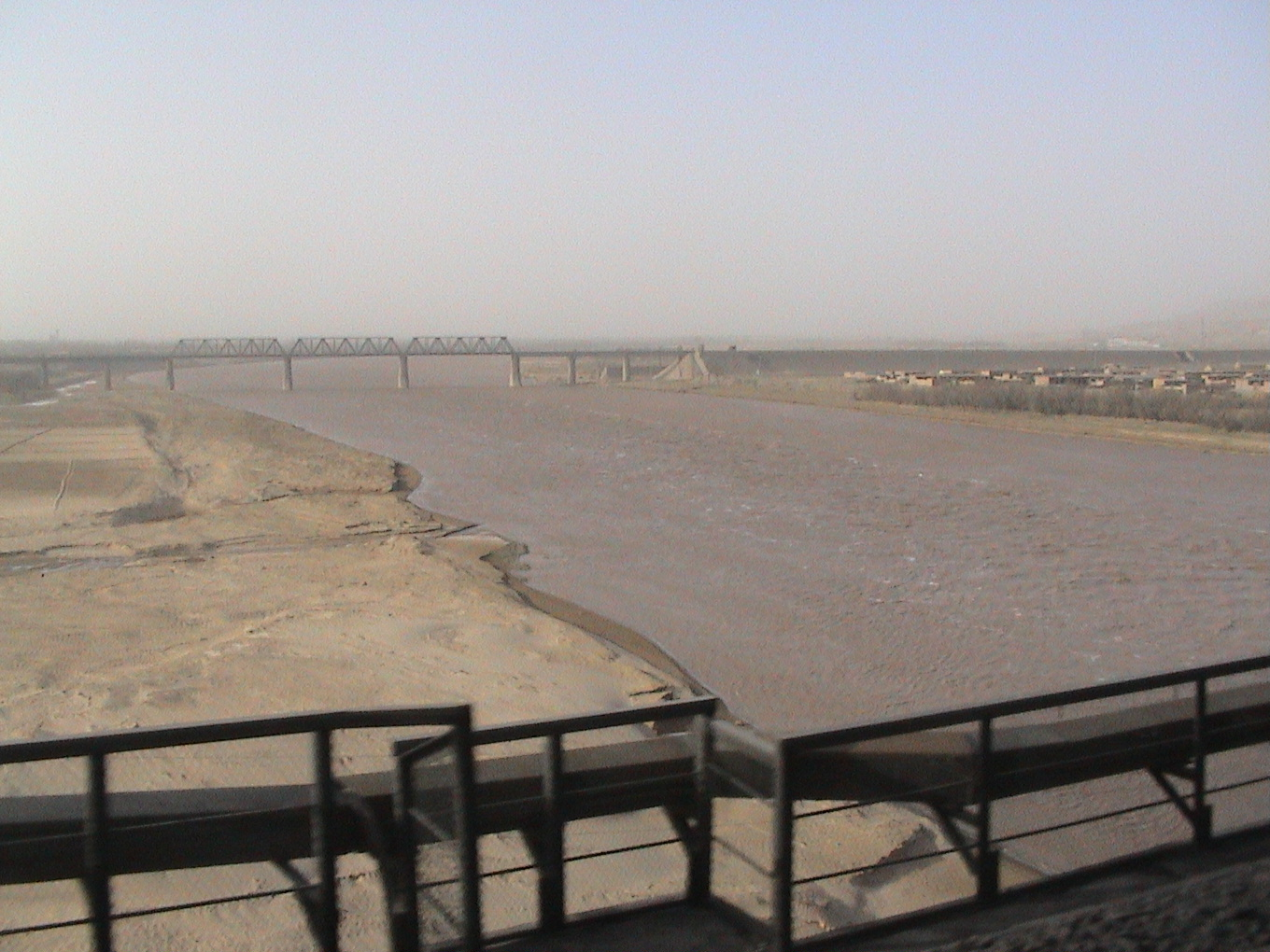
Žlutá řeka ve Vnitřním Mongolsku

V roce 1206 sjednotil Čingischán mongolské kmeny a vytvořil Mongolskou říši, která při největším rozmachu zabírala 22 % celé světové souše. Oblast Mongolska byla prvním místem, která se dostala pod jeho vládu. Po rozpadu Mongolské říše se v roce 1368 dostala k moci dynastie Ming. Za její vlády byla přebudována Velká čínská zeď, která zhruba určila jižní hranici Vnitřního Mongolska. Od poloviny 15. století do oblasti opět začínají pronikat mongolské kmeny, které ovládaly Vnitřní Mongolsko do roku 1635.
Moc nad územím přešla od roku 1636 na poslední čínskou dynastii Čching. Od tohoto roku se Vnitřní Mongolsko stalo součástí Čínského císařství až do jeho zrušení v roce 1912. V devatenáctém století začalo masivní osidlování Mandžuska, Vnitřního a Vnějšího Mongolska Číňany. Účelem bylo zvýšení čínské populace na území, na které si začalo dělat nárok Rusko. Byla vybudována železnice, která ještě zvýšila proud osadníků mířících do oblasti.

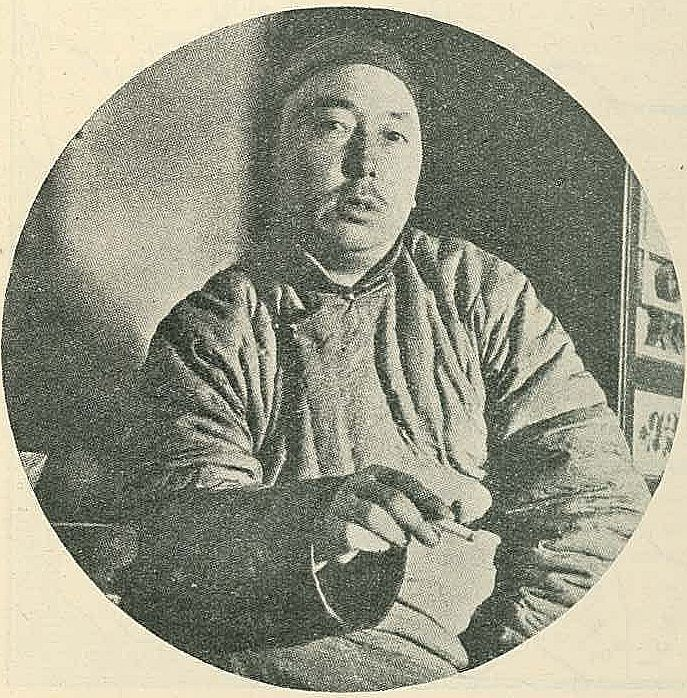
Princ Demčigdonrov

1. ledna 1912 byla v Nankingu slavnostně vyhlášena Čínská republika. Jejím prvním prezidentem se stal Sunjatsen z hnutí Kuomintang. Vnější i Vnitřní Mongolsko využilo této situace a vyhlásilo na Čínské republice nezávislost.[zdroj?] Ale pouze Vnější Mongolsko si ji dokázalo s vydatnou pomocí Ruska udržet.[zdroj?] Vnitřní Mongolsko bylo obsazeno čínskou armádou. V roce 1919 čínská armáda zaútočila na zbytek dosud nezávislého Mongolska a zabrala je. Obnovení nezávislosti došlo až roku 1921, kdy přišlo na pomoc Mongolsku sovětské Rusko.[zdroj?] Celá oblast Mongolska byla od té doby[zdroj?] rozdělena na vnější část, kde vznikla roku 1924 komunistická Mongolská lidová republika pod vlivem SSSR a vnitřní část, která zůstala pod vládou Číny.
Nestabilní Čínská republika oslabovaná občanskou válkou mezi komunisty a Kuomintangem se v roce 1931 stala terčem Japonska, které zabralo Mandžusko. Japonci na jeho území vytvořili loutkový stát Mančukuo. Mančukuo spravovalo i oblasti Vnitřního Mongolska, a to do roku 1945. Velká část Vnitřního Mongolska se pak následně roku 1937 stala nezávislým státem Mengkukuo. Vůdcem tohoto japonského loutkového státu se stal mongolský princ Demčigdonrov. Existenci Mengkukua ukončila v roce 1945 sovětská invaze do Mandžuska.
Po válce v roce 1947 byla vytvořena na území Vnitřního Mongolska Autonomní mongolská oblast. Po vítězství komunistů na pevninské Číně a založení Čínské lidové republiky v roce 1949 byly k území Vnitřního Mongolska připojeny některé oblasti na západě a postupem doby se přidávaly další oblasti s mongolským osídlením. Vznikl tak nynější protáhlý tvar této autonomní oblasti táhnoucí se skoro po celé délce hranic s nezávislým Mongolskem. První hlavou místní vlády se stal komunista Ulanhu.
Během Kulturní revoluce byla místní vláda odstraněna a obyvatelstvo bylo zasaženo vlnou represí. Velká část území Vnitřního Mongolska byla připojena k okolním provinciím. Autonomní oblast byla opět obnovena v roce 1979.

## Obyvatelstvo
Většinu z 23 miliónů obyvatel tvoří Chanové (většinové etnikum v Číně), kteří začali do oblasti proudit v průběhu 18. století a jejich příchod se nezastavil ani ve 20. století. Chanové žijí většinou ve střední a východní části oblasti. Druhou nejpočetnější skupinu obyvatel, kolem 17 %, tvoří Mongolové. Během násilné kolektivizace v průběhu Maoistické éry musely mongolské kmeny upustit od svého kočovného života a usadit se ve stálých sídlech. Tento akt výrazně narušil jejich kulturu a zcela změnil jejich způsob života.

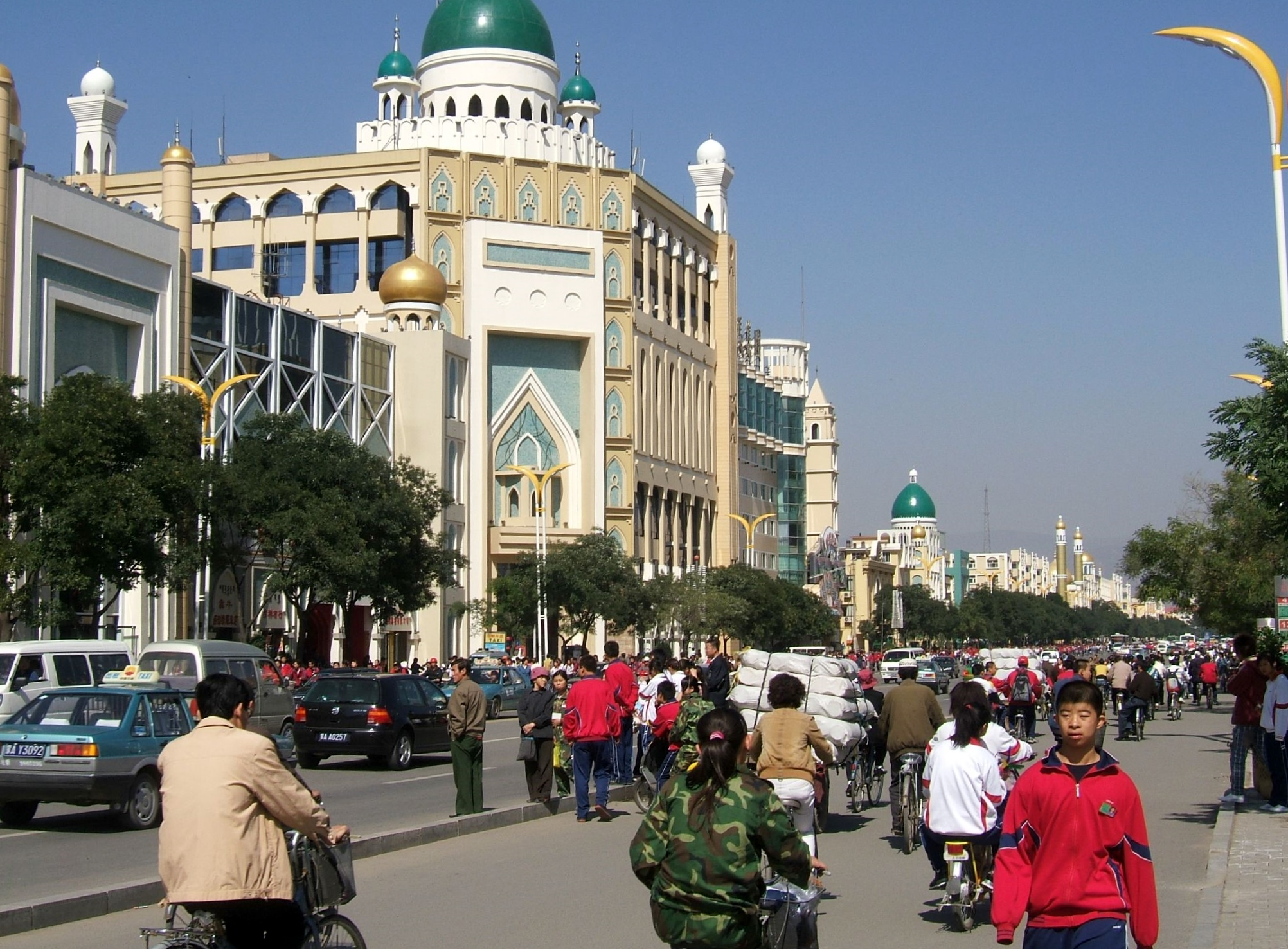
Muslimská ulice v Chöch chot

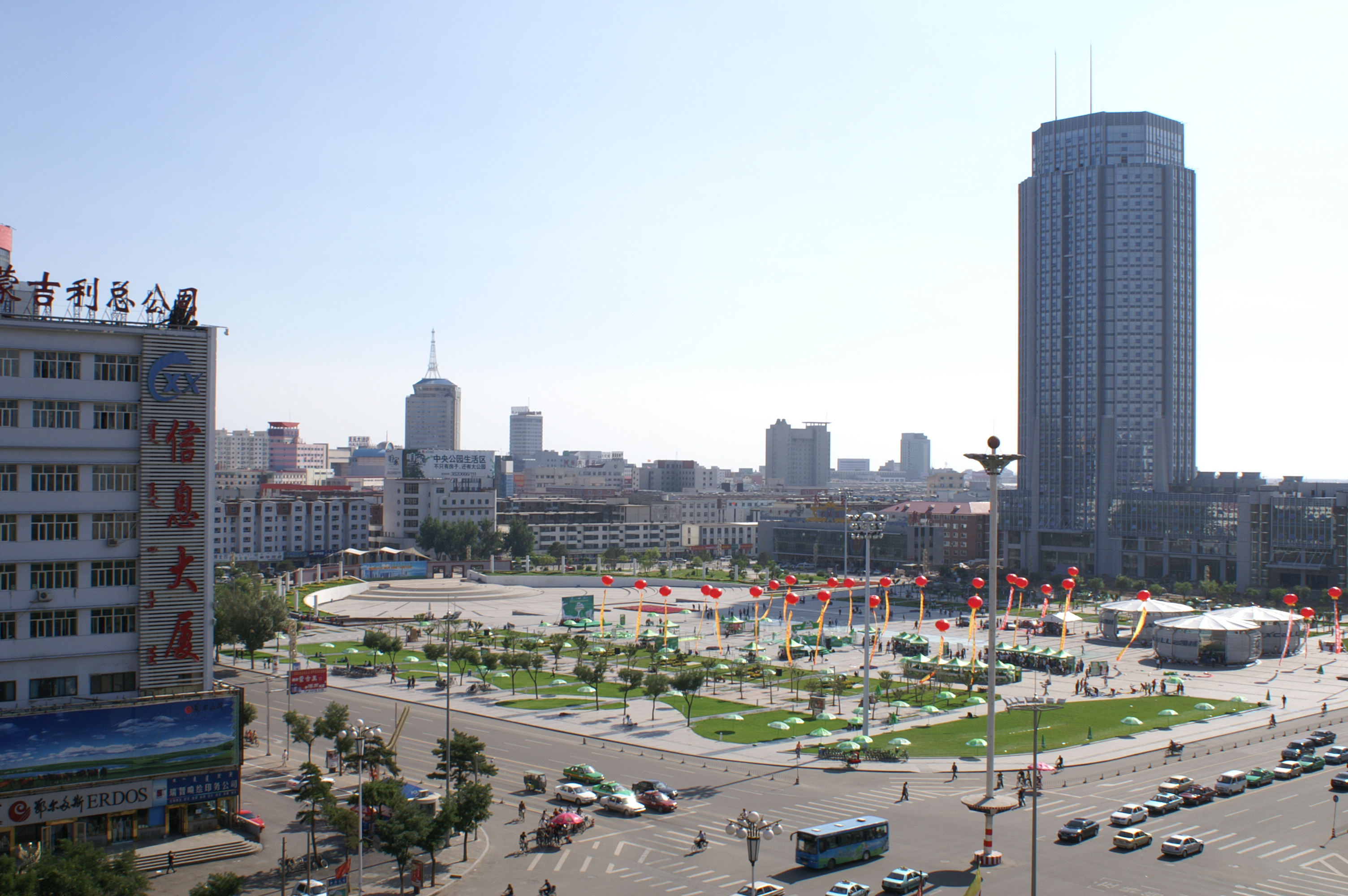
Centrální náměstí v Chöch chot

| Obyvatelstvo ve Vnitřním Mongolsku, 2000 census | Obyvatelstvo ve Vnitřním Mongolsku, 2000 census | Obyvatelstvo ve Vnitřním Mongolsku, 2000 census |
| Etnikum                                         | Populace                                        | Podíl                                           |
| ----------------------------------------------- | ----------------------------------------------- | ----------------------------------------------- |
| Chanové                                         | 18 465 586                                      | 79,17 %                                         |
| Mongolové                                       | 3 995 349                                       | 17,13 %                                         |
| Mandžuové                                       | 499 911                                         | 2,14 %                                          |
| Chuejové                                        | 209 850                                         | 0,900 %                                         |
| Daurové                                         | 77 188                                          | 0,331 %                                         |
| Evenkové                                        | 26 201                                          | 0,112 %                                         |
| Korejci                                         | 21 859                                          | 0,094 %                                         |
| Rusové                                          | 5 020                                           | 0,022 %                                         |

### Náboženství
Náboženské složení v Vnitřním Mongolsku je velice různorodé. Každé jednotlivé etnikum má své vlastní vyznání. K buddhismu se hlásí jak Chanové, tak Mongolové. Existují však i mongolské kmeny, které vyznávají křesťanství, islám či šamanismus. Menšina Chuejů se hlásí k islámu a Daurové jsou naopak z většiny příznivci šamanismu.

### Vláda a politika
Podle ústavy Čínské lidové republiky mají autonomní oblasti určitou vlastní suverenitu jak hospodářskou, tak se svojí vlastní vládou. Teoreticky to znamená, že by místní vláda měla být nezávislá na vládě v Pekingu a rozhodovat o směřování Vnitřního Mongolska v rámci Číny sama. V praxi ale premiér, který musí být podle zákonů z dané národnostní menšiny (v případě Vnitřního Mongolska etnický Mongol) musí být zcela pod vlivem tajemníka komunistické strany pro danou oblast, který je vždy z jiné části Číny a většinou Chan.
Co se týče ekonomické nezávislosti, tak Vnitřní Mongolsko je příkladem zvýšené snahy Číňanů federalizovat svůj stát. Vnitřní Mongolsko je mnohem více nezávislé na vládě v Pekingu a tvoří svůj vlastní ekonomický plán.

## Vědecký výzkum
Tato oblast je celosvětově známá zejména pro objevy velmi dobře zachovaných fosilií druhohorních dinosaurů, které jsou zde objevovány v sedimentech geologických souvrství Iren Dabasu a mnoha dalších.